# Ubaldo Santana
Ubaldo Ramón Santana Sequera FMI (* 16. Mai 1941 in Cagua, Venezuela) ist ein venezolanischer Ordensgeistlicher und emeritierter römisch-katholischer Erzbischof von Maracaibo.

## Leben
Ubaldo Santana trat der Ordensgemeinschaft der Söhne der Unbefleckten Jungfrau Maria bei und empfing am 12. Oktober 1968 die Priesterweihe.
Papst Johannes Paul II. ernannte ihn am 4. April 1990 zum Weihbischof in Caracas und Titularbischof von Caeciri. Der Erzbischof von Caracas, José Alí Kardinal Lebrún Moratinos, spendete ihm am 27. Mai 1990 die Bischofsweihe; Mitkonsekratoren waren Domingo Roa Pérez, Erzbischof von Maracaibo, und Miguel Antonio Salas Salas CIM, Erzbischof von Mérida.
Am 2. Mai 1991 wurde er zum Bischof von Ciudad Guayana ernannt. Am 11. November 2000 wurde er zum Erzbischof von Maracaibo ernannt.
Papst Franziskus nahm am 24. Mai 2018 seinen altersbedingten Rücktritt an.
Vom 29. August 2019 bis zum 22. Mai 2021 war er während der Sedisvakanz Apostolischer Administrator des Bistums Carora.